# Rùa tai đỏ
Rùa tai đỏ hay còn gọi là rùa vạch đỏ tên tiếng anh Red Ear Slider Turtle - tên gọi này xuất phát từ hình dáng bên ngoài: hai viền màu đỏ ở ngay phía sau mắt, danh pháp khoa học Trachemys scripta elegans. Rùa tai đỏ có xuất xứ từ Bắc Mỹ, chúng sống tại thung lũng Mississippi. Hiện nay được nuôi làm cảnh phổ biến trên thế giới, xuất hiện tại Việt Nam vào khoảng 25 năm nay. Đây là một loại động vật ăn tạp, chúng ăn các loài cá bé hơn nó và các động thực vật thủy sinh khác. Không ăn thịt trâu bò lợn gà ở môi trường nuôi nhốt một vài người không biết cho ăn có thể làm rùa khó tiêu hóa.
Tai đỏ là loài bán cạn (sinh sống nửa trên cạn nửa dưới nước) sống trong môi trường nước ngọt. Rất thích được sưởi ấm sau ăn chúng hay leo lên những cành cây mỏm đá ven mặt nước để sưởi khô ấm làm sạch vi khuẩn trên mai và da.

## Đặc điểm sinh học
Rùa tai đỏ mới sinh chỉ dài khoảng 1 cm khi trưởng thành khoảng 15 cm, chiều dài tối đa khoảng 25 cm (chiều dài này được tính theo độ dài từ điểm đầu của mai đến điểm cuối của mai rùa). Chúng có thể sống đến 40 - 70 năm(tùy vào môi trường sống). Con đực sẽ có phần móng dài đuôi dài to béo hơn Con cái phần móng ngắn đuôi ngắn nhỏ hơn.
|  |

## Giới tính
Với rùa tai đỏ từ 3 tuổi trở lên, giới tính của chúng có thể được phân biệt dựa trên hình thái của móng chân trước hoặc phần đuôi.
Con đực có móng chân trước dài và sắc nhọn trong khi móng chân trước của con cái lại ngắn và tròn hơn. Ngoài ra đuôi của con đực dài và dày hơn so với đuôi của con cái.
Ngoài ra còn phân biệt con đực dựa vào phần bụng hơi lõm.
Đối với rùa tai đỏ trưởng thành, con đực chỉ nặng tối đa 500g và con cái có thể nặng từ 1000g đến 2000g

## Đặc điểm thú vị
- Lưỡi không di động nên chúng chỉ có thể nuốt thức ăn khi ở dưới nước.
- Con đực quyến rũ con cái bằng cách bơi ngược trước mặt và rung cặp móng chân trước.
- Khá thông minh khi được nuôi được đặt tên chúng có thể nhận ra và đi theo chủ.
- Hay tò mò thích khám phá cái mới thích có bạn cùng bầy đàn.

## Hình ảnh

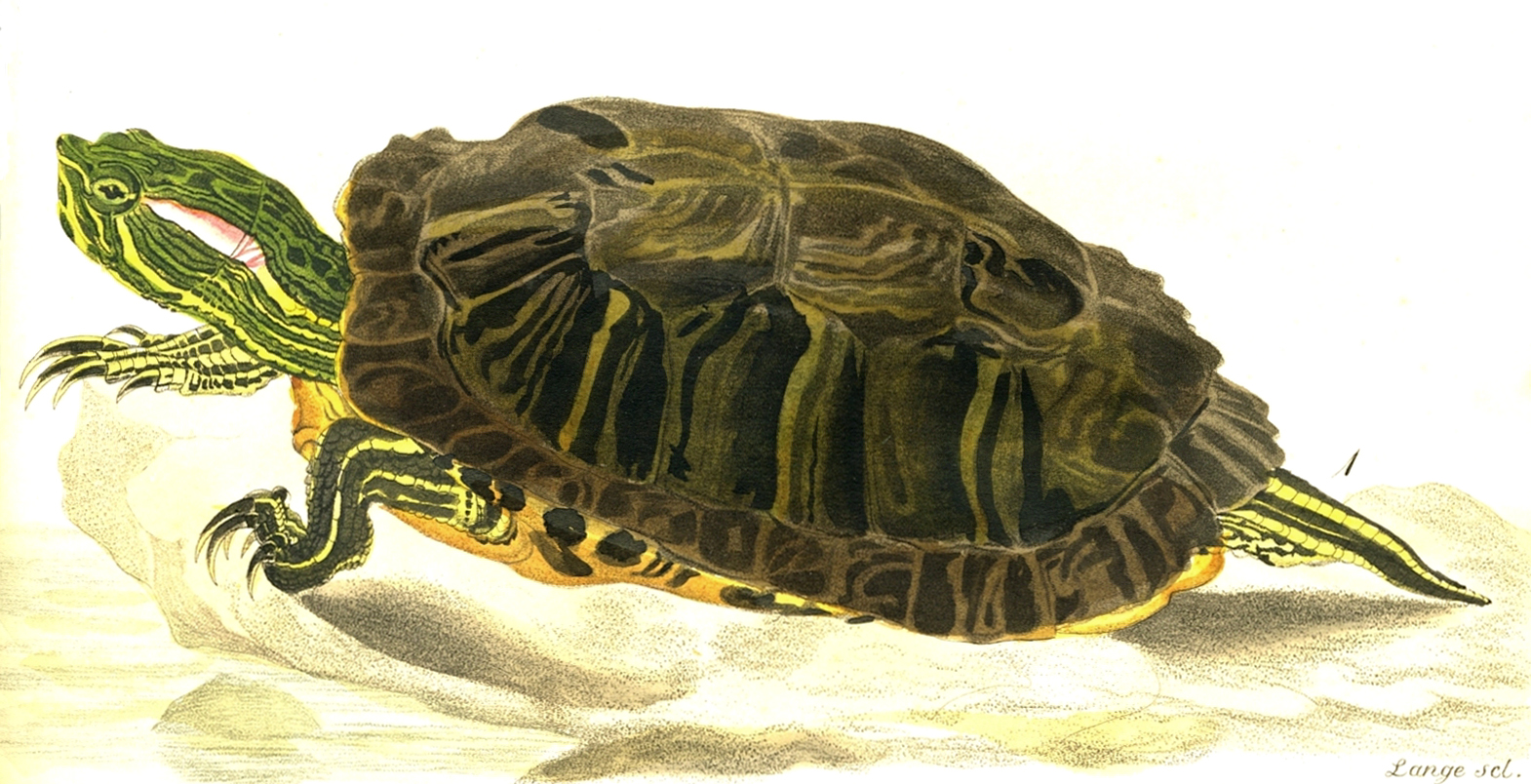
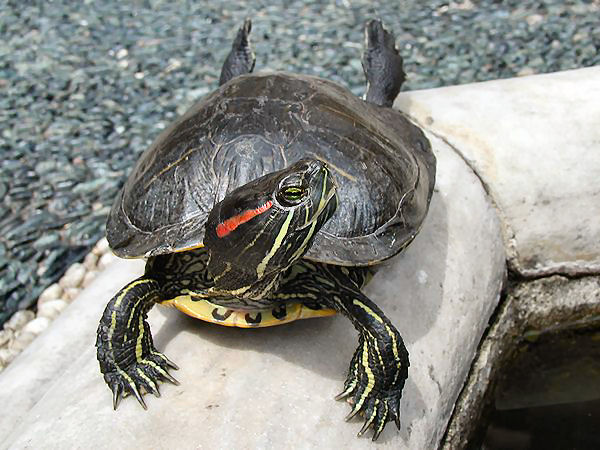
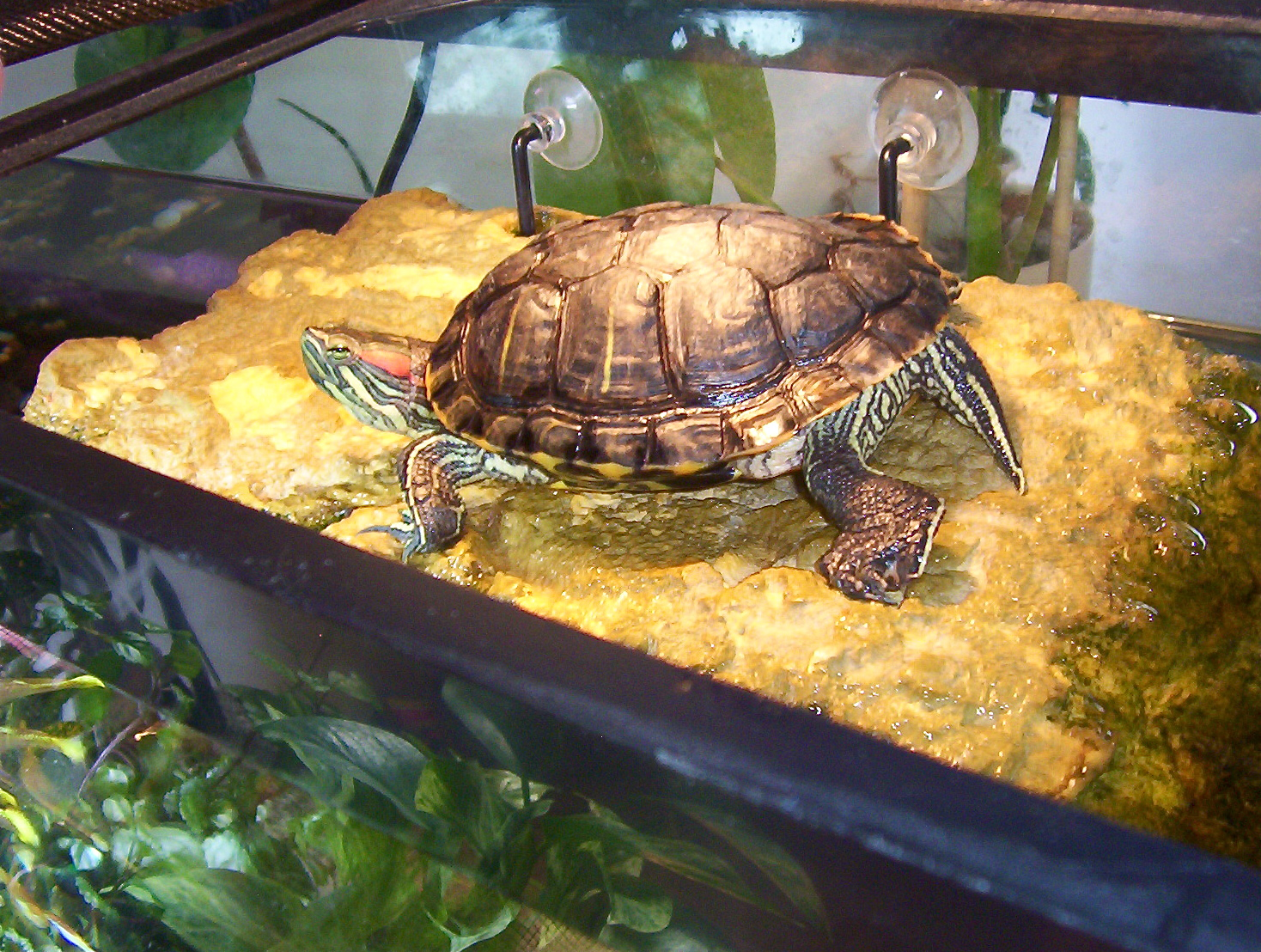
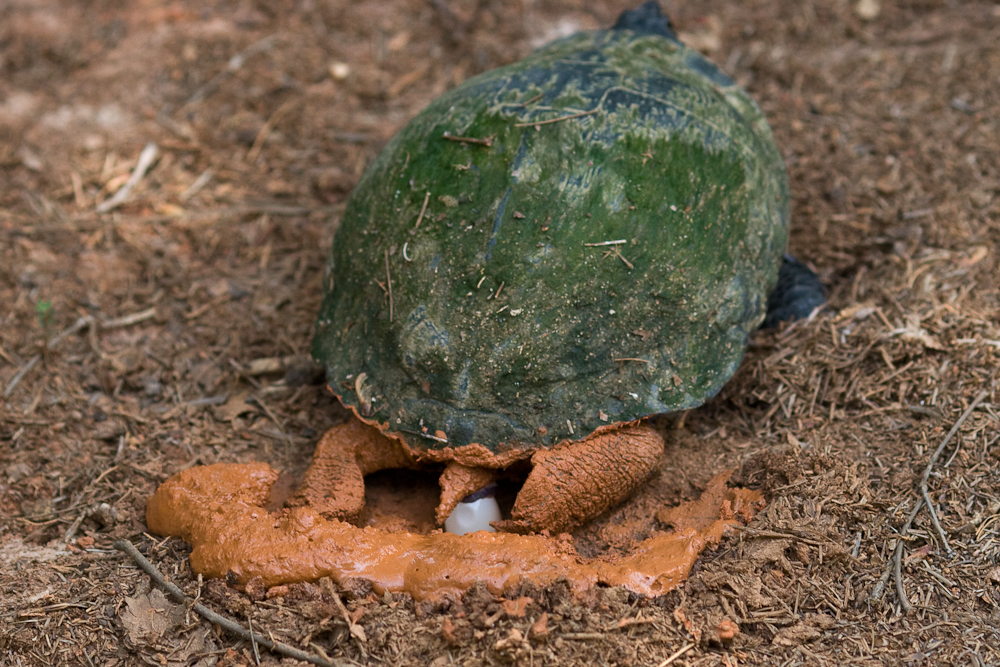
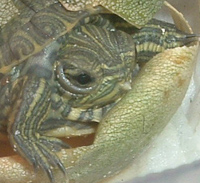